# Maun (stad)
Maun is de derde stad van Botswana en is de hoofdplaats van het district North-West.
Maun telde in 2001 bij de volkstelling 43.776 inwoners.
Maun is een eclectische mengeling van moderne gebouwen en inheemse hutten. Maun is de toerismehoofdstad van Botswana en het administratieve centrum van Ngamiland. Het is ook het hoofdkwartier van talrijke safari- en luchtvaartondernemingen.
Maun heeft zich snel ontwikkeld van een landelijke grensstad tot een populair toeristenoord en heeft zich langs de rivier Thamalakane uitgespreid. Er zijn nu winkelcentra, hotels en er worden auto's verhuurd. Nochtans heeft het zijn landelijke uitstraling gedeeltelijk behouden. De lokale stammenbevolking brengt nog altijd hun vee naar Maun om het te verkopen en met enig geluk zijn er antilopen te zien.

## Geschiedenis
Sinds de stichting van Maun in 1915 als stammenhoofdstad van het Batawanavolk, heeft het een reputatie als "Wild West"-stad gehad. Toch is daar met de groei van de toerismeindustrie en de voltooiing van een asfaltweg naar Nata in het begin van de jaren 90 verandering in gekomen. Maun heeft zich vlug ontwikkeld en verloor veel van zijn oude stadskarakter. Er wonen tegenwoordig ongeveer 30.000 mensen.
De naam Maun is afgeleid van het San-woord "maung", dat "de plaats van kort riet" betekent.

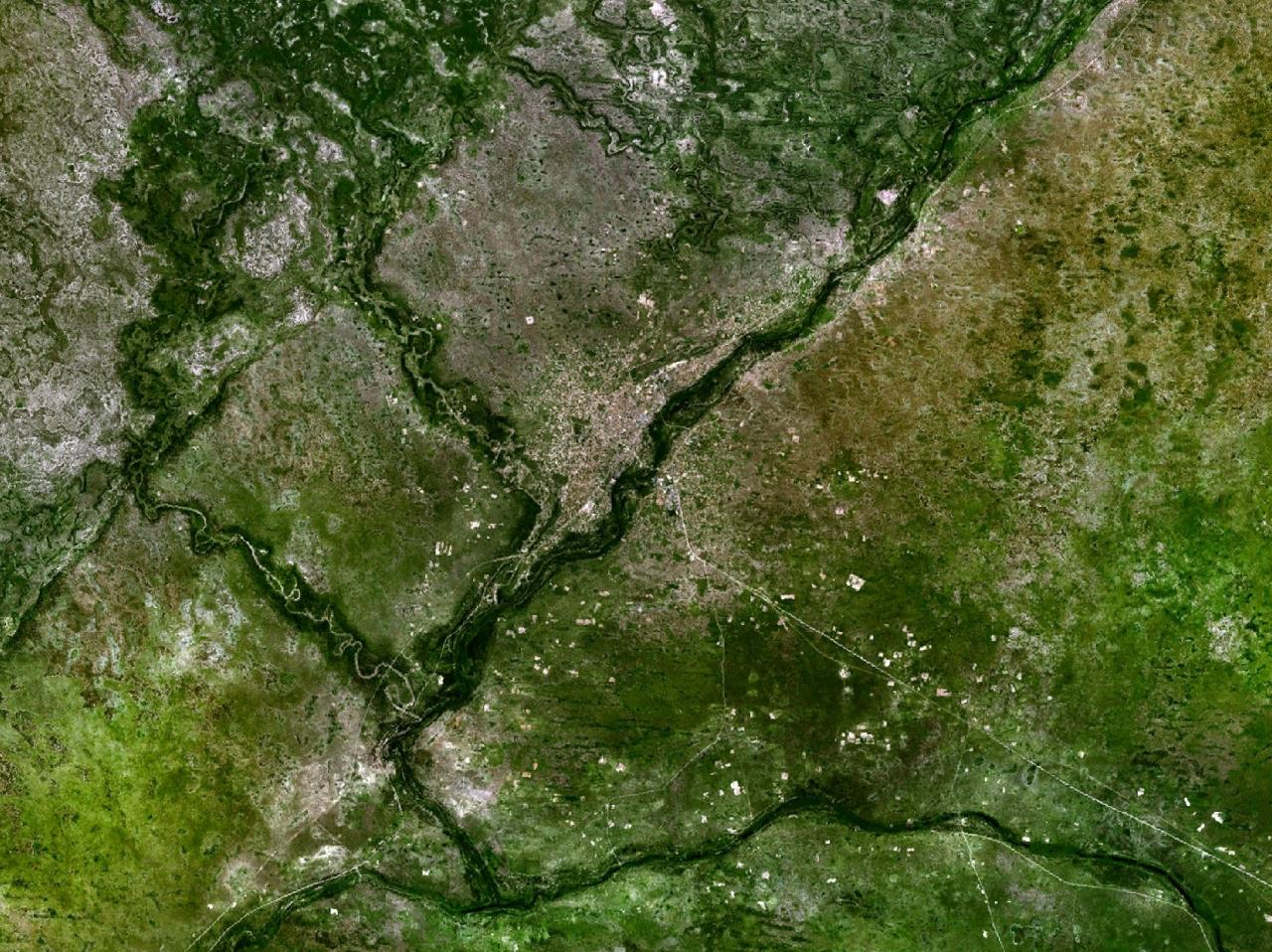
Satellietfoto Maun